# Carlos Leyton Muñoz
Carlos Federico Leyton Muñoz (* Arequipa, 8 de enero de 1952 - ) es un sociólogo y político peruano. Fue Ministro de Agricultura del Perú en el segundo gobierno de Alan García. Actualmente tiene 73 años.

## Estudios
Es licenciado de la Facultad de Sociología de la Universidad Nacional de San Agustín y tiene un doctorado de la misma.

## Vicepresidente Regional de Arequipa
En el 2006 se postuló a la vicepresidencia regional de Arequipa en la fórmula encabezada por Juan Manuel Guillén, ganando las elecciones. Se desempeñó en el cargo hasta el 13 de octubre de 2008.

## Ministro de agricultura
Después de que el gabinete ministerial precedido por Jorge del Castillo Gálvez renunciara, Carlos Leyton fue elegido    
Ministro de Agricultura por el Presidente del Consejo de Ministros del Perú, Yehude Simon Munaro. Estuvo al frente del Ministerio de Agricultura del Perú desde el 14 de octubre de 2008 hasta el 10 de julio de 2009.